# Iconclass
Iconclass — концепція класифікації та систематизації сюжетів мистецтва та іконографії. Система була розроблена під керівництвом Генрі ван де Ваала, після його смерті продовжує розширюватися. В ХХІ сторіччі Iconclass використовується інститутом історії мистецтв Нідерландів (RKD) в Гаазі, проєктом MNEMOSYNE, Марбурзьким фотоархівом та іншими невеликими проєктами, ведуться роботи з метою отримання більш широкого визнання.